# Пещера Салавата Юлаева
Пещера Салавата Юлаева (баш. Салауат мәмерйәһе) — пещера в скале Калим-ускан в Ишимбайском районе Башкортостана, в 1985  - 2014 входила в состав памятника природы регионального значения «Скала Калим-Ускан и пещера Салавата Юлаева с ее окрестностями». Место туризма.

## Расположение
Расположена приблизительно в семи километрах от села Макарово, по дороге (бывший Белорецкий тракт) к Кулгунино, на территории Шихановского лесничества Макаровского лесхоза.

## Предмет охраны
1. Живописная скала с пещерой.
2. Популяции редких видов растений: пырей отогнутоостый, шиверекия подольская, астрагал Клера, примула кортузовидная и другие).
3. Остепнённые сосняки.

## Описание
Скалу Калим-ускан омывает река Сикася. Вход в пещеру Салавата Юлаева находится на высоте около шести метров над руслом.
Пещера трёхуровневая, нижний уровень более обширный, чем средний и верхний, представляет собой грот с высотой входа 7-10 метров. Слева пол поднимается и там виден проход в очень маленький зал. На его потолке проход на второй этаж в виде вертикального хода диаметром около метра. Оттуда узкая щель ведёт в верхнюю часть пещеры, а далее виден ещё один глубокий узкий проход диаметром 60-70 см.